# Katherinella
Katherinella је род слановодних морских шкољки из породице Veneridae, тзв, Венерине шкољке.

## Врстре
Према WoRMS
- Katherinella ida Tegland, 1928 прихваћен као Agriopoma morrhuanum (Dall, 1902)